# 5815-ös mellékút (Magyarország)
Az 5815-ös mellékút egy nagyjából 16 kilométeres hosszúságú, négy számjegyű mellékút Baranya vármegye területén; az 58-as főút mentén fekvő Túronyt köti össze a tőle nyugatabbra fekvő, kisebb környező településekkel.

## Nyomvonala
Túrony legészakibb házai közelében, de már külterületen ágazik ki az 58-as főútból, annak a 17+750-es kilométerszelvénye közelében, nyugat felé. Majdnem pontosan egy kilométer után lép Garé határai közé, 1,8 kilométer után elhalad a garéi hulladéklerakó bekötőútjának kiágazása mellett, a falu első házait pedig 2,4 kilométer után éri el. A keleti községrész (helyi nevén Fölsőfalu vagy Pápista Garé) főutcájaként húzódik, Rákóczi Ferenc utca néven a központig, ahol – a 3+200-as kilométerszelvénye közelében – kiágazik belőle déli irányban a Szavára vezető 5813-as út. Kevéssel ezután ki is lép a falu házai közül, 3,5 kilométer után pedig már Szava területén folytatódik.
5,6 kilométer után elhalad Vaskapupuszta épületegyüttese mellett, ugyanott keresztezi a Görcsöny-Harkány közti 5814-es utat. Lakott helyeket Szaván ennél jobban nem is érint, 7,7 kilométer után már Babarcszőlős határai között jár, ugyanott kiágazik belőle dél felé a bő másfél kilométer hosszú 58 115-ös számú mellékút, mely a zsáktelepülésnek tekinthető község központjáig vezet.
8,5 kilométer után Siklósbodony területén folytatódik, e helységet nagyjából 9,1 kilométer után éri el; belterületi szakasza, mely e kistelepülésen alig több mint fél kilométer hosszúságú, a Rákóczi utca nevet viseli. 10,5 kilométer megtételét követően Hegyszentmárton határai közé érkezik, e községnek előbb Monyorósd nevű településrészén halad át, körülbelül 11,5 kilométer után, majd a 12. és 13. kilométerei közt a központján is végighúzódik, Kolozsvár utca néven, a 14. kilométere előtt pedig Alsóegerszeg déli széle mellett is elhalad. Utolsó, szűk másfél kilométernyi szakaszát bogádmindszenti külterületek között teljesíti, e község lakott területének keleti peremén ér véget, beletorkollva az 5801-es útba, annak a 21+800-as kilométerszelvényénél. Egyenes folytatása az 58 149-es számú mellékút, amely előbb Bogádmindszent központján vezet végig annak főutcájaként, majd onnan még továbbhalad Ózdfaluig.
Teljes hossza, az országos közutak térképes nyilvántartását szolgáló kira.kozut.hu adatbázisa szerint 16,019 kilométer.

## Története
A Kartográfiai Vállalat 1970-ben kiadott Magyarország autótérképe című kiadványa szinte teljes hosszában kiépített, szilárd burkolatú (pormentes) útként jelöli, kivéve a Siklósbodony-Hegyszentmárton szakaszt: a térkép e két községet zsákfaluként tünteti fel, melyek között – úgy tűnik – akkor még nem volt közúti kapcsolat.
Ugyanezen kiadó 1990-ben megjelentetett Magyarország autóatlasza arról tanúskodik, hogy addigra a teljes hosszában kiépült, az 58-as főúttól Siklósbodonyig pormentes, hátralévő szakaszán egy fokkal gyengébb minőségben, portalanított útként.

## Települések az út mentén
- (Túrony)
- Garé
- (Szava)
- (Babarcszőlős)
- Siklósbodony
- Hegyszentmárton
- Bogádmindszent